# Нік Мікоскі
Нік Мікоскі (англ. Nick Mickoski, 7 грудня 1927, Вінніпег — 13 березня 2002, Вінніпег) — канадський хокеїст, що грав на позиції .

## Ігрова кар'єра
Професійну хокейну кар'єру розпочав 1944 року.
Протягом професійної клубної ігрової кар'єри, що тривала 22 роки, захищав кольори команд «Нью-Йорк Рейнджерс», «Чикаго Блек Гокс», «Детройт Ред-Вінгс» та «Бостон Брюїнс».

## Тренерська робота
З 1963 по 1965 працював спочатку, як головний тренер, а потім, як асистент у клубі «Сан-Франциско Сілс».
З 1969 по 1975 працював, як головний тренер, а потім, як асистент, цього разу в клубі «Вінніпег Джетс».

## Статистика
| Сезон        | Клуб                 | Ліга         | Регулярний сезон | Регулярний сезон | Регулярний сезон | Регулярний сезон | Регулярний сезон | Плей-оф | Плей-оф | Плей-оф | Плей-оф | Плей-оф |
| Сезон        | Клуб                 | Ліга         | І                | Г                | П                | О                | ШХ               | І       | Г       | П       | О       | ШХ      |
| ------------ | -------------------- | ------------ | ---------------- | ---------------- | ---------------- | ---------------- | ---------------- | ------- | ------- | ------- | ------- | ------- |
| 1947–48      | «Нью-Йорк Рейнджерс» | НХЛ          | —                | —                | —                | —                | —                | 2       | 0       | 1       | 1       | 0       |
| 1948–49      | «Нью-Йорк Рейнджерс» | НХЛ          | 54               | 13               | 9                | 22               | 20               | —       | —       | —       | —       | —       |
| 1949–50      | «Нью-Йорк Рейнджерс» | НХЛ          | 47               | 10               | 10               | 20               | 10               | 12      | 1       | 5       | 6       | 2       |
| 1950–51      | «Нью-Йорк Рейнджерс» | НХЛ          | 64               | 20               | 15               | 35               | 12               | —       | —       | —       | —       | —       |
| 1951–52      | «Нью-Йорк Рейнджерс» | НХЛ          | 43               | 7                | 13               | 20               | 20               | —       | —       | —       | —       | —       |
| 1952–53      | «Нью-Йорк Рейнджерс» | НХЛ          | 70               | 19               | 16               | 35               | 39               | —       | —       | —       | —       | —       |
| 1953–54      | «Нью-Йорк Рейнджерс» | НХЛ          | 68               | 19               | 16               | 35               | 22               | —       | —       | —       | —       | —       |
| 1954–55      | «Нью-Йорк Рейнджерс» | НХЛ          | 18               | 1                | 14               | 15               | 6                | —       | —       | —       | —       | —       |
| 1954–55      | «Чикаго Блек Гокс»   | НХЛ          | 52               | 9                | 18               | 27               | 42               | —       | —       | —       | —       | —       |
| 1955–56      | «Чикаго Блек Гокс»   | НХЛ          | 70               | 19               | 20               | 39               | 52               | —       | —       | —       | —       | —       |
| 1956–57      | «Чикаго Блек Гокс»   | НХЛ          | 70               | 16               | 20               | 36               | 24               | —       | —       | —       | —       | —       |
| 1957–58      | «Чикаго Блек Гокс»   | НХЛ          | 28               | 5                | 6                | 11               | 20               | —       | —       | —       | —       | —       |
| 1957–58      | «Детройт Ред-Вінгс»  | НХЛ          | 37               | 8                | 12               | 20               | 30               | 4       | 0       | 0       | 0       | 4       |
| 1958–59      | «Детройт Ред-Вінгс»  | НХЛ          | 66               | 11               | 15               | 26               | 20               | —       | —       | —       | —       | —       |
| 1959–60      | «Бостон Брюїнс»      | НХЛ          | 18               | 1                | 0                | 1                | 2                | —       | —       | —       | —       | —       |
| Усього в НХЛ | Усього в НХЛ         | Усього в НХЛ | 705              | 158              | 184              | 342              | 319              | 18      | 1       | 6       | 7       | 6       |